# Óriás tuja
Az óriás tuja (Thuja plicata) a tűlevelűek (Pinopsida) osztályában a fenyőalakúak (Pinales) rendjébe, sorolt ciprusfélék (Cupressaceae) családjában a tuja (Thuja) nemzetség) egyik faja. Rendszertanilag helytelenül, de gyakran vörös cédrusnak is nevezik.
Az Észak-Amerikában honos két tujafaj egyike — a másik a kontinens keleti részén honos nyugati tuja (Thuja occidentalis). Az angolban a 'tuja' jelentésű latin „Arborvitae” szó jelentése 'életfa'. Érdekes módon az északnyugati őshonos népek is ehhez hasonlóan nevezték, „hosszú életet adó”-nak mondták.

## Neve

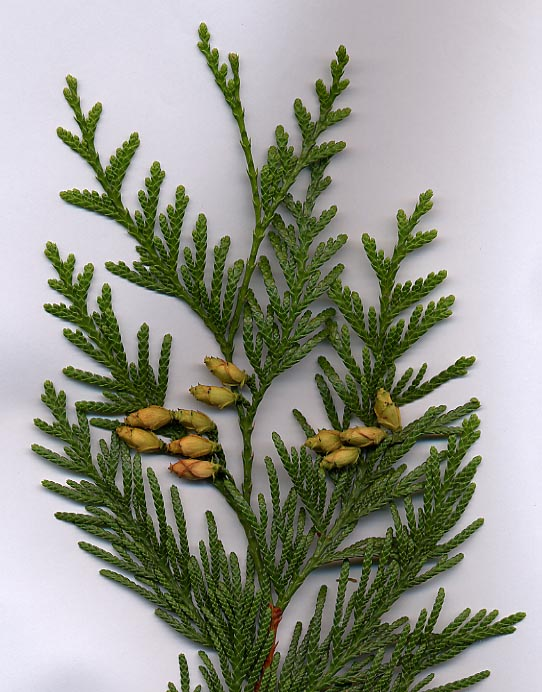
Óriás tuja hajtása kifejlett tobozokkal

Tudományos neve, a „plicata” görög eredetű. Jelentése „lemezekbe hajtott”, mivel kis pikkelyleveleinek mintázata hajtásokra emlékeztet.
A magyar 'óriás tuja' nevet mérete miatt kapta.
Angolul számos névvel illetik:
- „Pacific red cedar” (Csendes-óceáni vörös cédrus),
- „British Columbia cedar” (Brit columbiai cédrus,
- „canoe cedar” (kenu cédrus),
- „giant cedar” (óriás cédrus), vagy csak egyszerűen
- „red cedar” (vörös cédrus).[1]

## Származása, elterjedése
Virágporának vizsgálata és a radiokarbonos kormeghatározás szerint mintegy 6600 éve jelent meg a Fraser-folyó völgyében. Ott jó élőhelyre talált, és 500 éve már a környező hegységek növényzetének majdnem a fele óriás tuja volt. Ma a kontinens északnyugati részének legelterjedtebb fája, amely fontosabb elterjedési területein a növényzet össztömegének mintegy 20 %-át adja.
Fő elterjedési területe az USA északnyugati és Kanada délnyugati része. Emellett jelentős állományai nőnek Alaszka déli részén, Brit Columbiában, Észak-Kaliforniában és Nyugat-Montanában.

## Megjelenése, felépítése

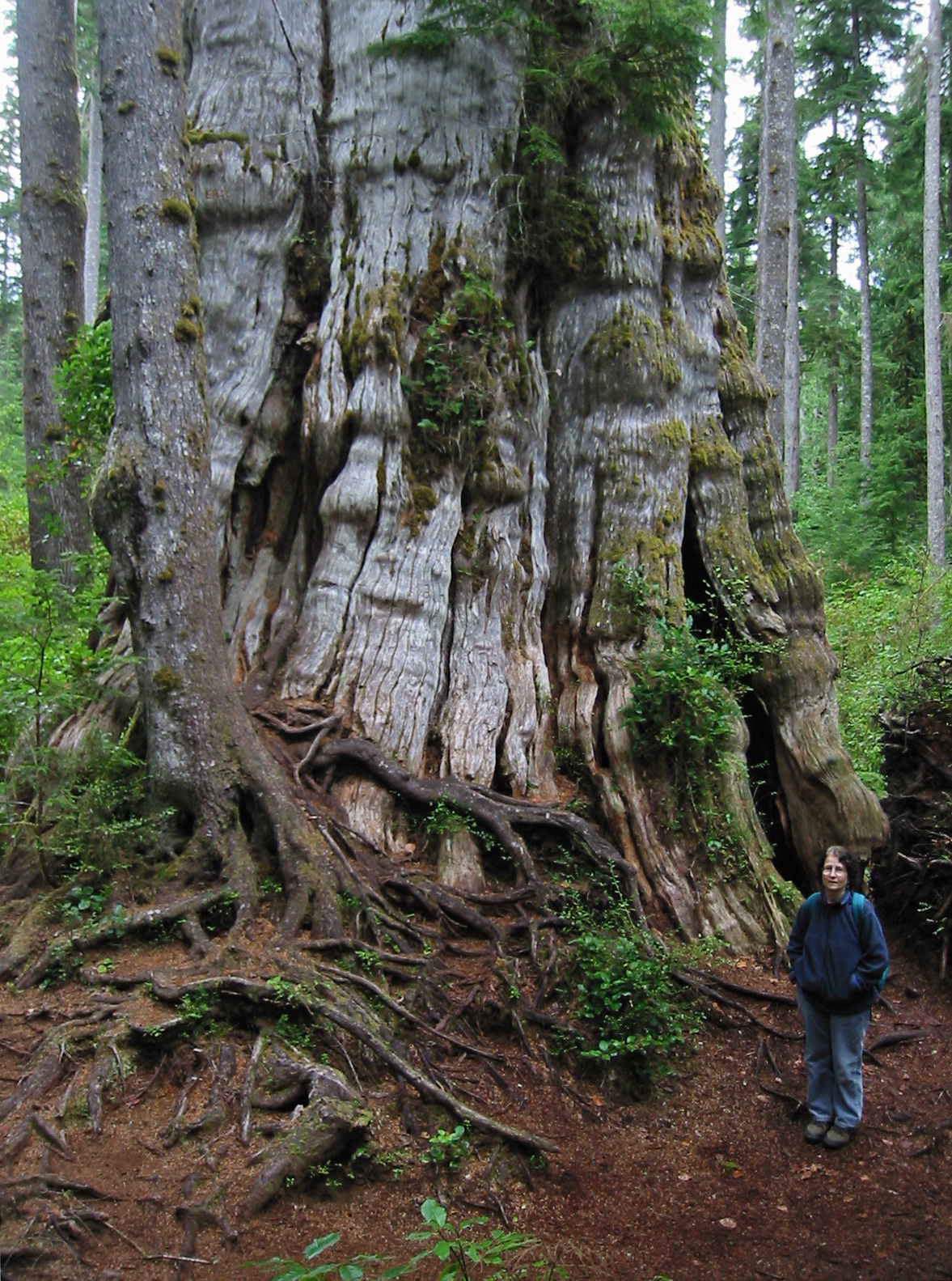
Quinault Lake Red Cedar, becézve „a Hobbit fája”, a világ legnagyobb vörös cédrusa

Nagy fa: magassága 12-45 méter, átmérője akár 7 méter is lehet. Koronája szabályos kúp alakú. Szétterülő ágai kissé lehajlanak — olyannyira, hogy ha magányosan nő, a földre fekhetnek. Vezérhajtása felszálló rakétához hasonlatosan mereven fölfelé tör. Zárt erdőkben felkopaszodik, mert ilyen helyeken csak a felső ágaknak jut fény. Az elterjedt „vörös cédrus” nevet sötét vörösbarna kérgéről kapta. Ez a kéreg puha és rostosan bordás; ültetvényekben többnyire szürkésebb és keményebb. Ágrendszere sűrű.
Széles és lapos, elágazó, fényes pikkelylevelei a törpehajtások két oldalán 90 fokos szögben követik egymást. A levelek színe sötét olajzöld (télen bronzos árnyalattal), fonáka fénytelen, rajta fehér pontocskák sora jelöli a gázcserenyílásokat. A levél erezete felül és alul is zöld. Nemcsak a megdörzsölt levelek illata kellemes, de maguktól is illatoznak: melegebb napokon a növény környékét ananászra, illetve jezsámenre emlékeztető illat lengi be.
Fölálló, karcsú, tojásdad tobozok hossza 15-20 mm szélessége 4-5 milliméter. A fiatalon sárgászöld, éretten barna tobozt 8-12 vékony, egymásra hajló pikkely borítja.
A legnagyobb óriás tuja a Csendes-óceántól 34 kilométerre, Washington államban, az Aberdeen melletti Quinault-tó északnyugati partján álló Quinault Lake Red Cedar. Ebben a fában 500 köbméter faanyag van (összehasonlításképp: a legnagyobb ismert fa egy óriás mamutfenyő (Sequoiadendron giganteum) — Sherman tábornok fája — 1480 köbméter faanyaggal). Ez 55 méter magas; átmérője és 6,04 méter (Van Pelt, 2002). A Brit Columbia-i Vancouver-szigeten, a MacMillan Provincial Parkban 1972-ig élt egy 800 éves és 74 méter magas példány is, de a vandálok felgyújtották és leégett.
A felnőtt fákban termelődő thujaplicin gombaölő anyag, ami megakadályozza a fa elkorhadását. A fiatal fák viszont gyorsan korhadnak — annyira gyorsan, hogy egyes fákban ez a folyamat még életükben elkezdődik — emiatt üres törzsű példányokat is lehet találni.

## Életmódja, termőhelye
Örökzöld.
Gyakran társul a duglászfenyővel (Pseudotsuga) és a hemlokfenyővel (Tsuga).
Párás, csapadékos és meleg helyen érzi jól magát — a Nagymedve esőerdőben 1370 méterig. Egyaránt kedveli a sűrű erdőket, a hegyoldalakat, a folyómedencéket és a mocsarakat. Az árnyékos helyeken is képes szaporodni. A hűvösebb és nedves helyeken fagyérzékeny. A dugványról szaporított példányok érzékenyebbek a fagyra, mint a magoncok.
A hegyoldalakon növő példányok csúcsát a nagy szelek rendszeresen letörik, de állandóan megújulva ezer évig vagy akár is tovább is élhetnek. A Queen Charlotte-szigeteken több 900 éves fa nő. A száraz, illetve szennyezett levegőt rosszul tűri, ezért nagyvárosokban viszonylag ritka. Óceáni éghajlaton a gyűjteményekből gyakran kivadul.
Az idős növények földre hajló ágai gyakran legyökeresednek, és ezek a fák lassan ligetekké fejlődnek.

## Felhasználása
A fája egyenes és sima, kevés boggal. A puha, vörösesbarna fát nemcsak különleges megjelenése és illata miatt kedvelik, de azért is, mert nem korhad. Utóbbi tulajdonsága miatt a kültéri építkezéseknél igen kedvelt; készülnek belőle villanyoszlopok, hajópadlók és tetőzsindelyek.
Mivel olajai elűzik a molyféléket és az egyéb kártevőket, előszeretettel készítenek belőle ruhásszekrényeket és ládákat; egy jobb láda több mint 100 évig megtartja olajos illatát. Mivel könnyű, rugalmas és erős, gitárok tetőanyagának is jó.
Dísznövényként sövénnyé is nyírható. A mérsékelt öv számos tájára  betelepítették, egyebek közt:
- Európába,
- Ausztráliába (ott csak Sydney-től délre él meg),
- Új-Zélandra,
- az USA keleti részére és
- Hawaii hegyvidékeire.

Nyugat-Európában erdészeti hasznosításával is próbálkoznak.

### Kertészeti változatok
Számos kertészeti változatát szelektálták ki.
- Thuja plicata 'Aurea' — Alakja hasonló az alapfajéhoz, de a hajtások végein levelei aranysárgák. Az alapfajnál lassabban növekszik és ennek megfelelően a fagyokat jobban tűri.

- Thuja plicata 'Zebrina' — Hajtásain keresztirányú fehér–arany, sötét aranysárga és zöld csíkokkal. Több alváltozattal:
  - 'Irish Gold' — zömök, lassan növő, de igen élénk színű.
- Thuja plicata 'Aurea' — Nagy, kusza, ritka hajtásai aranysárgák. Ritka.

## A kultúrában
Fontos szerepet tölt be az észak-amerikai bennszülött kultúrákban. Brit Columbia címerfája.

## Szerepe a bennszülött kultúrákban
Az északnyugati partvidéki és fennsíki indiánok történelmének, hitvilágának igen fontos része. Egyes törzsek „az óriás tuja népének” nevezték magukat, mivel életmódjuk fontos része volt. Nemcsak házaikat építették fájából, de abból faragták totemoszlopaikat és számos használati, illetve szakrális tárgyukat (maszkokat, szerszámokat, dobozokat, táblákat, kenukat és a vallási szertartásokhoz használt különféle tárgyakat). Gyökeréből kérgéből kosarat fontak, kötelet sodortak és takarót szőttek.

### Története
Sok régészeti lelőhelyen találták meg az óriás tuja használatának nyomait. A Vancouver mellett Glenrose-lelőhely őskori (5000-8000 éves) szemétlerakó volt; innen fából és agancsból készült tárgyak kerültek elő. Vancouver nyugati partján, Yuquot településen 3000-4000 éves tárgyakat fedeztek fel. Ugyancsak Vancouver mellett, a 3000 éves Musqueam-lelőhelyen kéregkosarakat találtak; ezeket öt különböző stílusban fonták. A kosarak mellett kötelek és vízijárművek is voltak. A Pitt-folyó völgyéből 2900 éves fejszék és kosarak kerültek elő. A Vancouver-sziget keleti felén 1000 éves fatárgyakat fedeztek fel.
A parti szelisek egyik legendája az óriás tuja eredetének története. Eszerint élt egy bőkezű férfi, aki megadott az embereknek mindent, ami csak kellett nekik. Amikor a Nagy Szellem meglátta ezt, azt mondta, hogy a bőkezű ember sírjábó egy óriás tuja fog kinőni, hogy így is hasznára legyen az embereknek: gyökeréből kosarakat, kérgéből ruhákat és fájából lakóhelyeket készíthetnek.

### Feldolgozása
Az őslakók a fát primitív fejszéikkel vágták ki; legértékesebb tárgyaik ezek a fejszék voltak — annyira, hogy az európaik által behozott tárgyakra sem cserélték le őket. Az őslakók által használt könyökfejszéről részletesen az az Alexander Walker számolt be, aki a Captain Cook nevű prémkereskedő hajón volt beosztott tiszt,. Az indiánok nem akarták felcserélni kedves tárgyukat az európai fűrészre vagy fejszére. Ha mégis elfogadták a fehérek szerszámait, ezeket átalakították, hogy a megszokott módon használhassák őket.
Szerszámaikat általában kőből (például obszidiánból), csontból, vagy a kemény fájú hemlokfenyőből készítették; a fejszéjük mellett jellemzően kalapácsokat, ékeket, vésőket és késeket használtak. Washington államban, Ozette-nél körülbelül 800 éves vastárgyakat találtak, ez jóval meghaladja az európaiak ideérkezését. Amikor James Cook kapitány a térségben járt, látta, hogy majdnem minden fontosabb tárgy vasból készült. Az egyik feltételezés szerint ezek a vastárgyak Kelet-Ázsiából származhattak és egy hajóroncsból menthették ki őket; a másik hipotézis szerint az ittenek valahogy kapcsolatba kerülhettek a vastárgyakat használó szibériai népekkel. Ez utóbbi feltevést támasztja alá az északi területeken lakó tlingitek fejlettebb kézművessége is.

### A fa

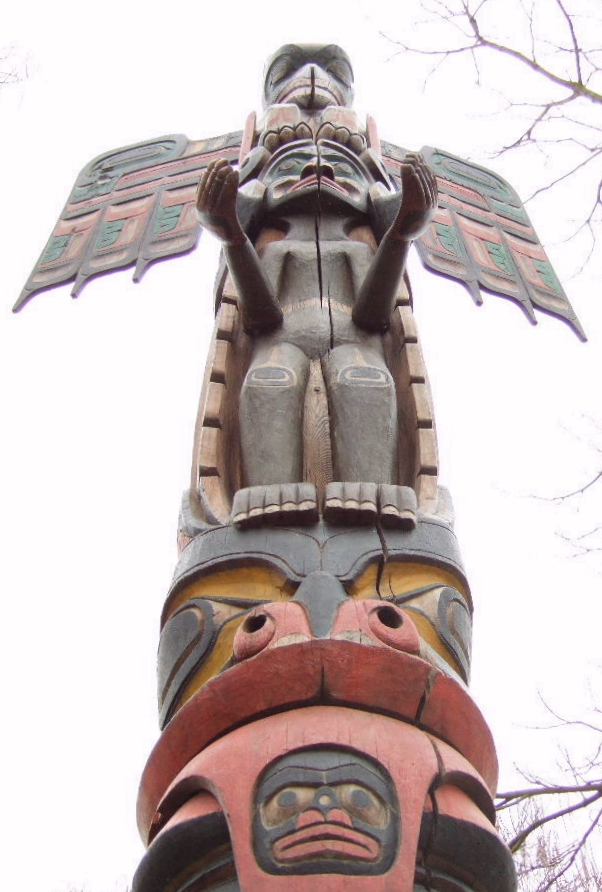
Totemoszlop közelről

Az indiánok, amikor egy óriás tuját akartak kivágni, előbb szertartást tartottak, amelyben bocsánatot kértek a kijelölt fa szellemétől és a szomszédos fák szellemeitől is. Ekkor megkérték a fát, hogy ne essen a kivágójára. Számos történetük van olyan emberekről, akik nem végezték el ezt a szertartást, és aztán a fa rájuk esett. Néhány mai favágó, amely az őslakosságból származik, bevallotta, hogy magában elmondja a bocsánatkérést és a kérelmet, mielőtt kivágna egy fát; így követve a hagyományt.
Az óriás fák feldarabolása, mielőtt behozták volna az acélt, nehéz és időigényes dolog volt. A hagyományos fakivágáskor a kérget egész a gyökérig lehúzták, aztán kőből készült fejszével és ékekkel széles háromszögű nyílást vájtak. A vágás fölött és alatt nedves mohával és agyaggal kenték meg a fát, ezek tűzgátlónak szolgáltak, mivel a háromszögű vágásban tüzet gyújtottak. A vágást és az égetést addig cserélgették, amíg a rés elég nagy volt ahhoz, hogy a fa kidőljön. Az égetéssel a fa kidőlésének az irányát is tudták befolyásolni. Ez a művelet több napig is eltarthatott, a munkások időnként felcserélték egymást, hogy a tűz éjjel-nappal égjen. A kivágásra szánt fák általában távoli és tiltott helyeken voltak.

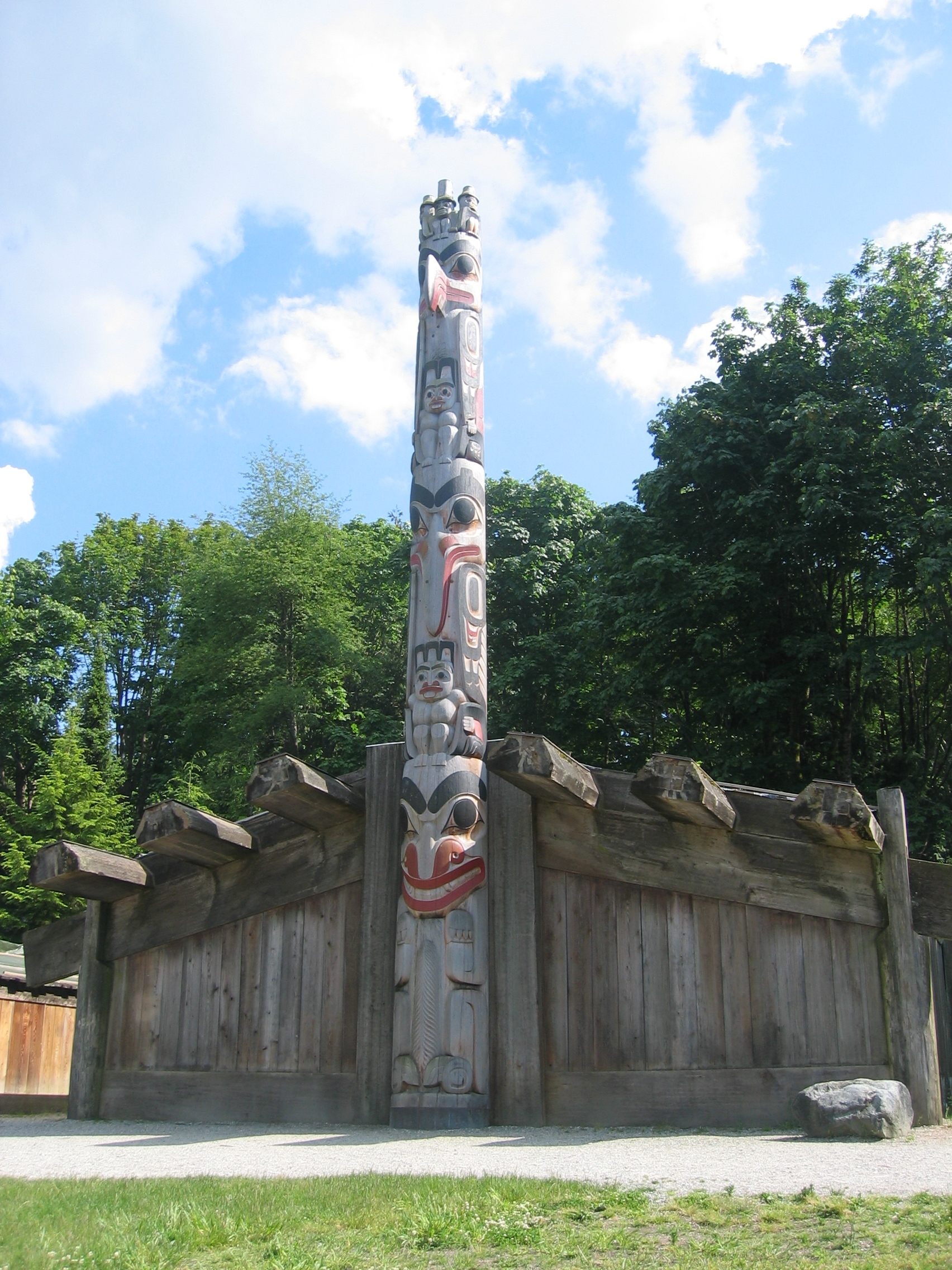
Totemoszlop és egy hatgerendás ház a Brit Columbiai Egyetemnél

Miután a fa kidőlt, elkezdődött a munka nagyobbik része, mivel a fát le kellett gallyazni és levinni a partra. Ha a fából kenu készült, akkor feldarabolták a kenuknak megfelelő méretekre és helyben kifaragták a vízi járműveket, viszont ha totemoszlopnak vagy építőanyagnak szánták, akkor egészben, kisebb fák segítségével elgurították a faluig. Manapság is a totemoszlopok és kenuk készítéséhez ezt a fakivágási módszert használják, mivel a modern szerszámok rontanák a hagyományos művészet szellemét. Akik nem tartják a hagyományt, egyszerűen kisebb darab vöröscédrus-tömböket vásárolnak a fűrésztelepekről, és ezekből álarcokat és egyéb tárgyakat faragnak, amelyeket aztán eladnak a turistáknak.
Mivel e hatalmas fák kivágása ilyen időigényes volt, ha csak deszkának kellett a házakhoz, akkor a fát nem vágták ki, hanem a deszkát leválasztották az élő fából. Ekkor lehántották a kérget és a deszka két végén bemélyedéseket vágtak. Ezután a mélyedést az ékekkel addig hasították, amíg a deszkának szánt fadarab kiszakadt a fából. Ilyen fák, feltűnő bemélyedésekkel még most is láthatók az erdőkben. Ezek a fák tovább éltek és nőttek, mivel faanyaguk igen ellenáll a rothadásnak. Miután a deszkának szánt darabot kihasították a fából, elkezdődött az egyenesítés, amelynek több módszere volt; ezek között nagy kövekkel való lapítás, két darab egymáshoz kötése vagy rakásba való kényszerítése.
Az óriás tujából kenukat faragtak, amivel a férfiak kimentek a nyílt tengerre, hogy cetekre vadásszanak; csak a kenuk segítségével eljutottak egyik faluból a másikba, hogy kereskedjenek a lakósokkal. Egy John Voss nevű kalandor 1901-ben egy 12 méter hosszú kenut vásárolt. A vízi járműnek a „Tilikum” nevet adta, amely Chinook nyelven „barát”-ot jelent. A kalandor ezután Brit Columbiából Londonba evezett a kenuval, az utazás 3 évig tartott.
Az óriás tuja ágai nagyon hajlékonyak és ruganyosak. Az ágakból halászzsinórokat, köteleket, spárgákat és egyéb olyan tárgyakat készítettek, ahol a kéregkötelek nem voltak elég erősek a munka elvégzéséhez. Manapság az ág- és kéregköteleket az északnyugati partvidék térségében, felváltották a modern anyagokból készült kötelek, de a kérget az egyéb tárgyak készítéséhez még mindig használják.

### A kéreg

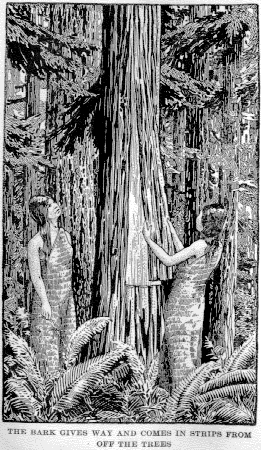
Alfred Carmichael rajza az „Indian Legends of Vancouver Island” című könyvében, amely két nőt ábrázol, miközben a kérget hántják a fáról

A kéreg könnyen lehántható a fáról, hosszú darabokban jön le. Belőle takarókat, köteleket, kosarakat, esőkalapokat, ruhákat és egyéb puha tárgyakat készítenek. A begyűjtését óvatosan kell végezni, mivel ha teljesen „megnyúzzák” a fát, el fog pusztulni. Hogy elkerülje ezt, a begyűjtő általában olyan fáról szedi le a kérget, amelyről még nem volt leszedve. Miután a fáról leszedték a kéreg egy részét, többet nem nyúlnak hozzá kéregbegyűjtés céljából, de deszka készítéséhez igen. A hántolás alulról kezdődik, a kiemelkedő gyökerek fölött. A begyűjtő megvágja a végét és alulról felfelé húzza. Hogy jó nagy darabja legyen, előbb kötelekkel, két különböző szinten emelvényeket erősít a fa törzséhez, amelyekre aztán felmászik. Mivel az óriás tuja elveszti az alsóbb ágait, sok esőerdei fához hasonlóan, a begyűjtőnek 10 méter hosszú kéregsávja is lehet. Miután a begyűjtő a kérget leszedte a fáról feltekeri és a hátán hazaviszi. A kéreg jó sok ideig tárolható és nem támadja meg a penész. Felhasználása előtt be kell áztatni. Áztatás után hosszában felvágják és tárgyakat készítenek belőle. A kéreg begyűjtését általában a nők végezték, habár veszélyes volt a 10 méter magasban levő emelvényekre felmászni. Csak ők készítették a kéregből a tárgyakat is. Manapság a kötélkészítés elfelejtett kézművesség számos őslakos népnél, bár néhol dísznek még használják. A kötélen kívül egyéb tárgyakhoz a kérget még mindig sokszor használják.